# I casi della giovane Miss Fisher
I casi della giovane Miss Fisher (Ms Fisher's Modern Murder Mysteries) è una serie televisiva australiana, basata sui romanzi di Kerry Greenwood, sequel di Miss Fisher - Delitti e misteri.

## Trama
A Melbourne, negli anni '60, l'affascinante Peregrine Fisher, nipote dell'investigatrice Phryne Fisher, arriva a sconvolgere la vita della città e a collaborare con la polizia locale, come detective privata, alle indagini su misteriosi omicidi, aiutata da Birdie Birnside, amica della zia e iscritta al “Club delle avventuriere”.

## Episodi
| Stagione         | Episodi | Prima TV Australia | Prima TV Italia |
| ---------------- | ------- | ------------------ | --------------- |
| Prima stagione   | 4       | 2019               | 2021            |
| Seconda stagione | 8       | 2021               | 2024            |

## Personaggi e interpreti
- Peregrine Fisher, interpretata da Geraldine Hakewill, doppiata da Gaia Bolognesi (stagione 1) e Francesca Manicone (stagione 2).
Giovane nipote di Phyrne scopre di avere lo stesso talento della zia diventando un'abile investigatrice.
- James Steed, interpretato da Joel Jackson, doppiato da Marco Vivio.
Detective.
- Birdie Birnside, interpretata da Catherine McClements, doppiata da Roberta Pellini.
- Eric Wild, interpretato da James Mason.
- Samuel Birnside, fratello di Birdie, interpretato da Toby Truslove, doppiato da Gabriele Sabatini.
- Violetta Fellini, interpretata da Louisa Mignone, doppiata da Cinzia Villari.
- Percy Sparrow, interpretato da Greg Stone, doppiato da Ambrogio Colombo.
Capo ispettore.
- Fleur Connor, interpretata da Katie Robertson.
Agente di polizia.
- Linda Wade, interpretata da Madeline Davies.

## Produzione e distribuzione
La prima stagione è stata trasmessa su Seven Network dal 21 febbraio al 14 marzo 2019. La serie è stata rinnovata per una seconda stagione, pubblicata a partire dal 7 giugno 2021 sul servizio streaming statunitense Acorn TV.
In Italia la serie è stata trasmessa su Rai 2 dal 15 giugno 2021.